# 六畳間の侵略者!?
『六畳間の侵略者!?』（ろくじょうまのしんりゃくしゃ）は、健速による日本のライトノベル作品。イラストはポコが担当。HJ文庫（ホビージャパン）より2009年3月から刊行されている。2010年6月より、HJ文庫の特設サイトで「アニメ化したい！ プロジェクト」と題してシルバーリンク制作のプロモーションムービーが配信されている。
2013年12月20日よりホビージャパンのウェブコミック配信サイト『コミック・ダンガン』で漫画が連載開始し、後にHJ文庫内のコミックファイアへ移籍。作画は有池智実。2014年7月から9月までテレビアニメが放送された。2022年4月時点でシリーズ累計発行部数は150万部を突破している。

## あらすじ
父の転勤によって高校入学と同時に一人暮らしをすることになった里見孝太郎は、「月5000円・敷金礼金無し」の格安物件である築25年のアパート・ころな荘の106号室へ引っ越すことになる。過去の106号室入居者は幽霊が出没するとの理由から、ことごとく短期間で引っ越してしまっていたのである。入学式の晩、孝太郎の前にその幽霊である・東本願早苗が現れる。早苗は孝太郎に対して106号室の先住権を主張し、彼を追い出そうとする。そして、翌日には106号室の窓を突き破って自称・魔法少女の虹野ゆりかが、翌々日には畳の下から古代文明の地底人の末裔を自称するキリハが、翌々々日には転移先に指定した壁から宇宙人の神聖フォルトーゼ銀河皇国第7皇女・ティアミリスが、それぞれ理由を付けて106号室を占拠すべく乱入する。一時は地球滅亡の危機に陥るが、騒ぎを聞きつけた大家の笠置静香が介入し、圧倒的な武力を持って騒ぎを鎮圧させ、平和的に争うようにころな陸戦規定を締結させる。
106号室を争ってゲームをしているうちにお互いを認め合った孝太郎たちは、各々の敵を協力して撃退していくようになる。そしてバレンタインデーの前後からそれぞれの関係が急変し、一時は敵対していたクラリオーサや藍華真希、巻き込まれた桜庭晴海も仲間になる。それに呼応するかのように、敵対する悪の魔法少女・地底人の急進派・宇宙人の軍拡派も手を結び、戦いは激しくなっていく。

## 登場人物

### ころな荘106号室の人物
里見 孝太郎（さとみ こうたろう）
声 - 中村悠一
本作の主人公。父・雄一郎の急な転勤で高校入学と同時に月5000円の格安物件・ころな荘106号室へ転居することになった高校1年生。中学時代は野球部に所属していたが、アルバイト優先のため進学と同時に野球を辞め、晴海を助けたのがきっかけで編み物研究会に入部する。
直情的な人間で自他共に頭は良くないと認識しており、そのため細かい気配りが出来ず、女性にもてないタイプだと思われている。しかし賢治曰く「極少数の魅力的な女性が孝太郎に惚れる」らしく、現在は大半のヒロインたちに好意を抱かれている。これは無意識のうちに人に優しい態度をとっており、人が本当に嫌がるような態度も取らず、一緒にいると安心できるためである。
父親から援助を受けて暮らしているが、その金に手を付けないように遺跡発掘などのアルバイトをしている。また、父子家庭で育った影響で、ズボラだがそれなりに家事は得意である。
東本願 早苗（ひがしほんがん さなえ）
声 - 鈴木絵理
本作のヒロインの一人。106号室に地縛霊として棲み着く幽霊。自分は両親が帰って来るまでこの部屋で待たなければならないと主張し、怪奇現象を起こして過去の106号室入居者をことごとく追い出して来た。ころな荘106号室の家賃が安くなった原因である。
中学生、細い身体背丈からすると小学生にも見える少女の姿をしている。警戒心の強い子供そのものの言動をしており、見知らぬ他人には攻撃的になるが、心を許した相手には甘えるようになる。幽霊であるため原則として物理的攻撃が通じないが、お守りや招き猫のような縁起物が弱点である。
その正体は入院中の霊能者の家系である早苗本体から分離した霊力から生まれた別人格の人工幽霊。
虹野 ゆりか（にじの ゆりか）
声 - 大森日雅
本作のヒロインの一人。106号室の窓を突き破って突然、乱入して来た魔法少女。愛と勇気のプリンセス☆魔法少女レインボーゆりかを自称するも度の過ぎたコスプレ趣味扱いされる。
気弱なかつ都合の良い性格をしており、幽霊の早苗を怖がったり、困難からすぐに逃げ出そうとする。また、私生活もズボラかつ自堕落であり、遅刻の常習犯であり成績も悪い。フォルサリア魔法王国から出る、魔法少女の給料で生活している。しかし、最近の円高傾向と過去に壊した建物などの賠償で給料は大幅に目減りし、厳しい生活を強いられている。
系統の多い魔法のほぼ全てを高レベルで使え、魔法使いとしてはオールラウンダータイプである。侵略者達の戦闘が起きるたびに結界を張って防護し、物的被害を最小限に留めている影の功労者であるが、その努力が報われることはほとんどない。
クラノ＝キリハ /倉野 桐葉（くらの きりは）
声 - 田澤茉純
本作のヒロインの一人。106号室の床下に開いた穴から現れた「大地の民」を自称する古代文明の末裔。失われた祭壇を再建すべく、かつて祭壇が建っていた場所にある106号室を譲って欲しいと申し出る。整った容姿と切れ長の瞳が落ち着いた雰囲気を作っており、作中で一番の巨乳。
大人な性格をしており、目的のためには手段を選ばない。裏から手を回して目的を達成しようとする策略家タイプである。しかし孝太郎に「意外と可愛いところがある」と言われるほど、中身は乙女である。
「召使い」として2体の陽気な埴輪・カラマ（声 - 竹達彩奈）とコラマ（声 - 悠木碧）を連れている。家庭的なスキルが高く、106号室ではルースと一緒に家事を担当している。
ティアミリス・グレ・フォルトーゼ
声 - 長縄まりあ
本作のヒロインの一人。106号室の壁に出現したワープポイントから現れた神聖フォルトーゼ銀河皇国第7皇女。愛称はティア。フォルトーゼ皇国の皇位継承権を得る儀式として宇宙空間の特定地点を征服する任務を負っている。通常、この儀式は何も無い空間に旗を立てれば完了となるのだが、偶然にも文明圏内に存在する106号室が征服地点に選ばれてしまったため「住民を殺戮せず、皇国臣民として従える」ことも条件とされている。
早苗よりもやや大きい程度の小柄な体格をした、金髪で青い目をした少女。106号室住民の中で、と言うか作中でも一、二を争う貧乳（対抗馬はシャルル）。立場の弱い母親を速くサポートするため、そして権力争いで気の休まる暇もなかったため、我が儘な皇女そのままの性格をしている。
ルースカニア・ナイ・パルドムシーハ
声 - 早見沙織
本作のヒロインの一人。ティアの護衛官。愛称はルース。ティアの儀式遂行を見届けるため、随行している。そのため106号室の占有権を巡る当事者ではなく、106号室住民間で締結された「ころな陸戦規定」には署名していない。
背丈はゆりかと同程度の青い髪をショートカットにした少女。本人曰く「貧弱な身体」をしている。怒りにまかせて暴走することの多いティアと違って常に沈着冷静であり、協調性も高い。しかし臆病で本人も武官には不向きな性格だと思っている。その性格から106号室の人間の中では孝太郎に一番信頼されており、財布を預かっている。
戦闘時には、フォルトーゼの兵器を使って攻撃を担当する。また、孝太郎たちと共闘するようになってからは、敵の攻撃の分析を担当するようになる。
桜庭 晴海（さくらば はるみ）
声 - 高本めぐみ
2年生、編み物研究会会長。黒い髪を腰まで伸ばした、儚げな美少女。身体が少々弱く、時々病院で検査を受けている。異性に対する免疫が薄く、孝太郎以外の男子生徒に対しては一歩引いた態度を取っている。しかし芯はしっかりとしており、検査のため通っている病院では子供に朗読を聞かせる優しいお姉さんとして慕われている。
合格発表当日に孝太郎に助けられたことから、孝太郎を少し意識するようになる。そして編み物研究会で一緒に過ごすうちに孝太郎に対して恋心を抱くが、人見知りする自分と違って孝太郎には沢山友人がいることや、孝太郎の自分に対する一歩引いた態度などを気にするようになる。
クラリオーサ・ダオラ・フォルトーゼ
声 - 田村ゆかり
本作のヒロインの一人。神聖フォルトーゼ銀河皇国第2皇女。愛称はクラン。自分の試練の時間待ちの間に、ライバルであるティアの妨害をするために地球に現れる。名高い科学者でもあり、クランの専用艦である「朧月」および朧月に搭載された小型宇宙船「揺り籠」にはクラン独自の技術が使用されている。
薄いブルーの髪をしていて、アンティーク物の眼鏡をかけている。ティアと同じように、自分優先の我が儘な性格をしている。後方支援が多いことや、策略、暗躍等の後ろ暗い過去が足を引っ張っているのを気にしている。
藍華 真希（あいか まき） / ダークネイビー
声 - 鬼頭明里
本作のヒロインの一人。フォルサリア魔法王国の秘密結社・ダークネスレインボゥの最高幹部の一人。レインボーナナとの戦いで行動不能にならなかった幹部二人のうちの一人で、106号室の魔力溜りを調べるために春風高校1年に転入してくる。
物静かで意志の強そうな藍色の瞳をした少女。嘘を何よりも嫌っており、自分は決して嘘を言わない。逆に嘘を付く人物を激しく憎み、化粧を「自分を飾るための嘘」として嫌っている。
笠置 静香（かさぎ しずか）
声 - 洲崎綾
本作のヒロインの一人。206号室に住んでいるころな荘の大家で、孝太郎の同級生でもある。また格闘技の達人であり、激怒した時の戦闘能力は作中でも図抜けて高い。髪の毛をポニーテールにした可愛らしい少女。人当たりのよい性格をしているが、好奇心旺盛で特に恋愛話に目がない。
数年前に両親が死亡してからは一人で生活し、両親が愛したころな荘を守ってきた。世間がイベントで沸き立つたびに寂しい思いをしてきたが、侵略者達が現れたことで生活が楽しくなったことに感謝している。

### 学校関係者
松平 賢治（まつだいら けんじ）
声 - 鈴木達央
中学校以前からの孝太郎の親友で、マッケンジーと呼ばれている。また、共に古代遺跡発掘のアルバイトをしている。高校では演劇部に所属している。眼鏡の似合うイケメンで、運動もできて成績も悪くなく、気配りも出来るため女子生徒に人気があるが、特定の相手とは付き合っていない模様。寝坊しがちな孝太郎を起こしに来るなど面倒見の良い性格をしている。
柏木汐里（かしわぎ しおり）
孝太郎のクラスメイトの1人。実は孝太郎とは小学校からの同級生で、彼の負の部分に気づいてはいたものの、癒す術に気づかずにいた。

### 魔法少女関係者
レインボーナナ
フォルサリア魔法王国・正規軍レインボゥハートのアークウィザードの一人で、史上最年少でレインボーの称号を得た天才魔法少女。ゆりかの命の恩人で、魔法の師匠でもある。現在はすでに成人しているとみられるが、外見は幼く小柄で、ゆりかよりも年下に見える。強い魔力を抱えていたために魔物に襲われていた当時14歳のゆりかを助け、魔力のコントロールを教えた。
「天才魔法少女」と名高いが、これは「魔法に天性の才能をもった少女」という意味ではなく、「魔法という万能の力を扱える天性の才能を持った少女」と言う意味である。
真耶 / 先代ダークネイビー
先代ダークネイビーで真希の師匠。早苗の霊力を分離させた張本人。大地の民の急進派と手を結んだことで、魔法だけではなく霊力も使用することが可能。戦闘能力が高く、孝太郎とも互角に渡りあう。
ダークパープル
声 - 山本亜衣
フォルサリア魔法王国の秘密結社・ダークネスレインボゥの最高幹部の一人。レインボーナナとの戦いで行動不能にならなかった幹部二人のうちの一人で、真希に偵察を任せて自身はフォルサリアで活動をしている。落ち着いた言動をしており、ダークネスレインボゥの纏め役でも有る。孝太郎への復讐心に捕らわれる真希を心配する。
ダーククリムゾン
声 - 高森奈津美
フォルサリア魔法王国の秘密結社・ダークネスレインボゥの最高幹部の一人。レインボーナナとの戦いで重傷を負った幹部のうちの一人。本名は「可憐」で、これを知るのは真希のみ。女性としてはかなり長身で、大柄な孝太郎と身長はさほど変わらない。好戦的な性格をしているが、圧倒的な力で敵を倒すのでなく、力の近い者とギリギリの戦いをしたいと思っている。
ダークグリーン
フォルサリア魔法王国の秘密結社・ダークネスレイボゥの最高幹部の一人。レインボーナナとの戦いで先代が行動不能となったためダークグリーンに昇格した。
ダークオレンジ
フォルサリア魔法王国の秘密結社・ダークネスレインボゥの最高幹部の一人。レインボーナナとの戦いで重傷を負った幹部のうちの一人。
素材は良いのに全く女の子らしくしない真希を心配している。しかし可愛らしい化粧とファッションに身を包んでいるため、真希からは嫌われている。
ダークイエロー
フォルサリア魔法王国の秘密結社・ダークネスレインボゥの最高幹部の一人。レインボーナナとの戦いで重傷を負った幹部のうちの一人。当初はレインボゥハートとの決戦に備えて、武器を作成していた。
ダークブルー
フォルサリア魔法王国の秘密結社・ダークネスレインボゥの最高幹部の一人。レインボーナナとの戦いで先代が行動不能となったためダークブルーに昇格した。当初は後進の育成をしていた。

### 大地の民関係者
クラノ＝ダイハ
声 - 広瀬正志
キリハの父で大地の民の族長。緩やかに滅びを迎えつつ有る部族を憂いて地上侵略を決意、娘のキリハを総司令官に任命する。妻の忘れ形見のキリハを父親として可愛がっているが、急進派を抑えるためにキリハに政略結婚を持ちかける族長としての面も持っている。
カスミ＝コウマ
代々クラノ家に仕える家系の出で、ダイハの補佐役を務める忠臣。十一年前はキリハの守役も努めており、家出したキリハを迎えに地上を探索していた。
シジマ＝タユマ
声 - 大塚芳忠
大地の民の急進派の中でも特に過激な男。勇猛で名を馳せた部門の家柄であり、キリハの掲げる融和策に落胆している。武力による地上侵略を行い、例え全滅してでも自分たちの誇りを示すべきだと考えている。
マグズ
急進派の指導者で、シジマを操り地震兵器アースドラゴンで地底もろとも地上を滅ぼそうとしている黒幕的存在。正体はカスミ＝コウマの実子、カスミ＝ライガ。

### フォルトーゼ関係者
エルファリア・ダーナ・フォルトーゼ
神聖フォルトーゼ銀河皇国第百二十代皇帝。ティアの実母。根回しと既成事実を作ることが得意で、考古学が専門。軍縮を掲げているため、軍部との折り合いが悪い。そのため勢力も弱く、かなり苦労している。
エゥレクシス・ボランナム
ドラゴンナイトインダストリー（DKI）の若き総帥。騎士の家系のメルケンハウン家に連なっている。ルースの婚約者であり、バレンタイン前にルースに会いに地球を訪れる。地球人年齢に換算して二十代前半の、優男風の青年。勝てない勝負はしない主義である。
学生卒業の翌年にDKIの経営者に収まり、DKIを急成長させた。また慈善家としても有名で、「大きな利益は、健全な社会から生まれる」がモットー。しかし、エルファリアの治世では健全な社会が生まれないと認識している。
セイレーシュ・クーア・フォルトーぜ
神聖フォルトーゼ銀河皇国第一皇女。強い意志の力が感じられるものばかりの皇族の中で、包み込むような優しさが前面に出ている女性。だが、すべき事を見据えた時は他の皇女同様戦いを決意した表情となる。
ナルファ・ラウレーン
フォルトーゼからの留学生第1号として吉祥春風高校にやってきたフォルトーゼ人の少女。賢治の妹の琴理と同じ1年A組に配属され、学校内に新設された宿舎に住んでいる。虹色の長い髪を持ち、薄い色の肌に線の細い体で儚げな印象を与える一方で、かなり世間知らずでドジなところがある。兄は報道記者のディーンソルド・ラウレーン。
詳細は「その他の人物」の「ナルファラウレーン」の項を参照。

### 青騎士伝説
2000年前にフォルトーゼ皇国で実際に起ったお家騒動であり、現在のフォルトーゼでも人気の高い悲恋物語であり、それを元にティアが書いた演劇の脚本でもある。アライアが国を追われて青騎士と出会い、パルドムシーハ領に辿り着くまでが第一章。マクスファーンを倒してアライアが即位して、青騎士が国を去るまでが第二章。第一章は恋愛メインであるため女性の人気が高く、第二章は戦争メインであるため男性の人気が高い。主要人物の女性たちは、ころな荘関係者たちに似ている。
アライア・クーア・フォルトーゼ
声 - 高本めぐみ
フォルトーゼの第一皇女。2000年後のフォルトーゼでは、フォルトーゼ史上最高の皇帝と讃えられている。通称は白銀の姫。演劇では晴海が演じた。
儚い雰囲気をした銀髪の美少女。晴海によく似ており、孝太郎は「色違いの晴海」とも評しているが、野山を駆け回って育ってきたことから、見かけよりも体力があり活動的である。また聡明であり、レイオスの力の謎も薄々感づいていた。
クーデターで追われている最中もまず民のことを第一に考えるといった優しさと、どんな苦難も乗り越えようとする勇気を持っている。
シャルドリッサ・ダオラ・フォルトーゼ
声 - 長縄まりあ
アライアの妹にして第二皇女。愛称はシャルルで通称は黄金の姫。演劇ではティアが演じた。
元気いっぱいな十歳にも満たない金髪の幼女。幼いころのティアに似ているが、好きになった相手には甘えまくるといった、積極性を持っている。
フレアラーン・ナイ・パルドムシーハ
声 - 早見沙織
古くから皇家に仕える女騎士。愛称はフレア。演劇ではルースが演じた。
少し厳格な雰囲気のある、ショートカットの茶髪の少女。ルースに似ているが、出会ったばかりのレイオスを疑うなど厳しい性格をしており、また剣の達人でもある。
マルリッタ・アルセイン
声 - 洲崎綾
皇宮付きの侍女。愛称はマリー。恋愛話が好きであり、出会った直後のレイオスに「この中で誰が一番好みか」と尋ねた。演劇では静香が演じた。
親しみやすい雰囲気を持った、赤髪ポニーテールの少女。静香に似ているが、格闘技は護身術で習った程度である。
ファウナ・モードラウ
声 - 鈴木絵理
アライアの神学校時代の同級生で、暁の女神に仕える神官。演劇ではキリハが演じた。
柔和な童顔をした黒髪の少女。早苗に似ているが、より霊力の操作に長けており怪我の治療などもできる。
リディス・マクスファーン
声 - 田澤茉純
シックな装いの錬金術師の少女。クーデターを起こしたマクスファーンの姪。演劇には登場しない。
長髪と切れ長の瞳を持つ頭の良さそうな少女。キリハに似ているが、裏表のない性格をしている。
カリス・ウェブナント
声 - 大森日雅
マクスファーンと一緒にクーデターを起こした、グレバナスの配下の魔術師。演劇には登場しない。
薄緑の髪をした少女。ゆりかに似ているが、アルゥナイアとの戦いについていく勇気もある。貧民街の孤児であったところを拾ってくれたグレバナスに恩を感じていた。
ビオルバラム・マクスファーン
声 - 立木文彦
フォルトーゼ皇国の大臣で、クーデターを起こしてアライアたちの両親を殺した張本人。クーデターを起こしたのはフォルトーゼ皇国を手に入れるためではなく、強大な力を持ち所有者に不老不死すら与えるというシグナルティンを手に入れるためであった。
グレバナス
声 - 清川元夢
フォルトーゼ皇国の七人の宮廷魔術師の一人。マクスファーンのクーデターの協力者。マクスファーンに協力して、カリスをアライアの元に送り込んだり、アルゥナイアを魔法で操っていた。
デクストロゥ
声 - 杉田智和
メルケンハウン騎士団所属の従騎士。演劇には登場しない。
成り上がるためには何でもやる冷酷な男。また狡猾で自分の利益に素直であり、敵わないと判断した相手には絶対に敵対しない。貧しい農家の三男に生まれ、普通の騎士なら躊躇うようなこともやってきて地位を築いた。
兵士A
マスティル関の兵士。2000年後のフォルトーゼ皇国で忠臣の鑑として知られているが名前は伝わっていない。演劇では孝太郎が演じるはずだったが、晴海の相手役が孝太郎しか務まらないため賢治と交代することになった。
アルゥナイア
声 - 飯塚昭三
火竜帝と呼ばれる龍族の王。演劇ではゆりかが演じた。
意外と社交的な性格をしている。静香と同じくらいの年齢の姪っ子がいるらしい。
レイオス・ファトラ・ベルトリオン
青騎士伝説の主役であり、2000年後のフォルトーゼにも語り継がれる伝説の騎士。フォルトーゼ中の女性の憧れの人物で、人気は極めて高い。ファトラは青騎士と言う意味。演劇では賢治が演じるはずだったが、晴海の相手役が孝太郎しか務まらないため孝太郎が演じることになった。
どんな敵にも立ち向かう勇気、邪悪を許さない正義の心、誰にでも注がれる無償の愛の三つの美徳を体現していたと言われる。青騎士が何処から来て何処へ去ったかは、フォルトーゼ史上最大の謎とされており、2000年たった現在でも解明されていない。
青騎士の従者
レイオスの従者。敵のばらまいた毒の治療から、戦略・戦術の考案まで、レイオスを多岐にわたって支援した。その活躍は青騎士のものとされており、物語や演劇には登場しない。

### その他の人物
里見 雄一郎
声 - 野島昭生
孝太郎の父親。妻は他界している。孝太郎以上にズボラな性格をしており、家事などは孝太郎に任せっきりである。それを心配した孝太郎に新しい嫁をもらうように勧められる。
松平 琴理
賢治の妹で孝太郎の幼馴染。愛称はマッキンリー。甘えん坊な性格をしている。孝太郎と賢治についてまわり、二人が居ないと寂しくて泣き出していた。
東本願 佳苗
早苗の母親。東本願神社に併設された弓道場に通っていた関係で早太郎と親しくなり、結婚した。十年前はナナの協力者だった。現在では、早苗が縁でナナの弟子であるゆりかと出会う。
東本願 早太郎
早苗の父親。東本願家の跡取り。十年前に早苗が霊力を奪われた時は、自分と早苗の生命を接続して、早苗が死ぬのを防いだ。
ゴーストハンター
声 - 黒田崇矢（アニキ）、増岡太郎（ハチ）
二人組のゴーストハンター。より良い生活を求めて、莫大な霊力を持つ早苗を狙う。
太陽部隊サンレンジャー
日本政府が侵略者に備えて作った部隊。メンバーは以下の5人。
ケンイチ
声 - 田丸篤志
レッドシャイン→レッドシャイン→レッドシャイン。サンレンジャーのリーダー。熱血漢だが、最初はその熱意が空回りしていた。
武器は片手剣と銃、戦闘では全体のフォロー役を担当する。
メグミ
声 - 前田玲奈
レッドシャイン→ピンクシャイン→ピンクシャイン。サンレンジャーの紅一点。惚れっぽく、ヒーローショーをやっていた悪魔男爵（孝太郎）に一目惚れする。
武器は銃、戦闘では敵の牽制役を担当する。
ハヤト
声 - 櫻井トオル
レッドシャイン→レッドシャイン→ブルーシャイン。サンレンジャーのサブリーダー。クールを気取っているが、最初は冷静な判断ができずに慌てふためいていた。
武器はライフル、戦闘では敵への止めを担当する。
コタロー
声 - 村瀬歩
レッドシャイン→グリーンシャイン→グリーンシャイン。サンレンジャーのフォロー役。最初は纏まりのないメンバーの対処に四苦八苦していた。
武器は爆弾、戦闘では敵の撹乱役や測距を担当する。
ダイサク
声 - 関幸司
レッドシャイン→イエローシャイン→イエローシャイン。サンレンジャーのまとめ役で裏リーダー。落ち着いた性格をしているが、食欲につられて周りが見えなくなることもあった。
武器は無し、戦闘では巨体を活かした格闘で敵の足止め役を担当する。また手先が器用であり、機械関係担当でもある。
六本木博士
声 - 塩屋翼
太陽部隊サンレンジャーの上官。
ナルファラウレーン
声 - 島本須美
高校の入学式前日、孝太郎が遺跡発掘のアルバイトをしている際に出会った少女。孝太郎はその際に願いを叶えてもらっており、早苗が見えるようになり、侵略者たちとの物語が始まった。着物や巫女装束を思わせる服を着た、優しい目をした少女。その周囲を九色の球体が惑星のように回っており、長い髪も周囲の球体と同じ九色の光を放っている。
もともとは宇宙の外側（宇宙の始まり）にたったひとり存在していた意志で、この宇宙における全知全能の高位の存在、いわゆる「神」。クランの超時空反発弾の暴発でそこに飛ばされた孝太郎と出会ったことで自己を確立し、再び孝太郎と出会うために宇宙（この世界）を創造した。
ナルファラウレーンという名前は、侵略者の少女たち＋大家さんの9人の意志で作り上げられた9色に輝く剣の名前として26巻で初登場。29巻で、それがこの少女の名前でもあることが判明した。

## 用語

### 地上関連
吉祥春風市（きっしょうはるかぜし）
数年前の市町村合併で、吉祥市と春風市が合併して出来た市。マクスファーン一味たちが超時空反発弾によって、吹き飛ばされた所が、古代の吉祥春風市で、それゆえか、魔力が高い人間が生まれやすい。フォルトーゼ人と地球人の遺伝子の差異がないのもあって、吉祥春風市出身の者は、フォルトーゼの血を引いている、とも言える。
吉祥春風高校（きっしょうはるかぜこうこう）
孝太郎達の通う学校。最寄り駅の春風駅から徒歩二十分の距離、吉祥春風市の小さな丘陵の中腹にある。
吉祥市と春風市の合併により、両者の子供たちの受け皿になる高校が必要になり、設立された。この地域では、元々学校の統廃合が進んでいたため、地方都市としては最大級の規模の高校になった。
吉祥春風遺跡（きっしょうはるかぜいせき）
孝太郎たちのバイト先。吉祥春風高校から数分の位置にある。吉祥春風高校の関連施設を建設しようとして発見された遺跡。年代測定を行った所、一万年前の遺跡だと判明し、大規模な発掘作業が行われている。
ころな荘（ころなそう）
築二十五年、二階建て木造アパート。六畳ワンルームバストイレキッチン付き。106号室以外の家賃は月五万円、106号室の家賃は幽霊が出ると噂が有るため月五千円。春風駅、吉祥春風高校から徒歩二十分の距離にある。
ころな荘106号室（ころなそう106ごうしつ）
ころな荘の一室。幽霊が出ると噂になっており、孝太郎の前の入居者は最短で三時間、最長で三ヶ月で出て行った。
ころな陸戦規定（ころなりくせんきてい）
ころな荘106号室の占有権を主張する者たちに対して、大家である笠置静香が圧倒的な武力を背景に締結させた条文。
当初は平和的な方法で106号室の占有者を決定するための条文であったが、一同が仲良くなってからは暮らしていくためのガイドラインに変化していった。
コミックハートネットワーク
漫画関係のイベント。会場でコスプレしても良いイベントとしては、世界最大級である。略称はコミハ。

### 魔法関連
フォルサリア魔法王国
異世界にある魔法の国。科学技術には乏しいが、他にはない魔法技術を持っている。元々は何百年も前に大きな過ちを犯し、故郷を追放された人々の集まりである。グレバナスと超時空反発弾で古代の吉祥春風市に吹き飛ばされた魔法使いを集めて作られた国で、国民全てがフォルトーゼの血を引いている。
魔力溜まり
ころな荘106号室に存在する強大な魔力。ほんの一部でもダーククリムゾンのインフェルノファイア十発分、全てをコントロールすればアーティファクト7つと同等かそれ以上の魔力がある。
レインボゥハート
フォルサリア魔法王国の正規軍の名称。所属しているのは全て魔法使い。頂点に立つ7人の魔法少女には「レインボー」の称号が与えられる。比較的、あらゆる魔法を修得する傾向にある。
平和の維持と正しい魔法の運用を目的に活動している。魔法の私的利用も取り締まるが、その対象が「現在のフォルサリアの魔法術式」で有るため、晴海やエンサイクロペディアの魔法は対象外になっている。
ダークネスレインボゥ
フォルサリアで暗躍する悪の魔術結社。またその最高幹部の7人の魔法少女を指す言葉。特定分野の魔法に一点集中で修得する傾向にある。魔法を自分の思うままに振るうこと、その力で自分の望む未来を作ることを目的に活動している。元はレインボゥハートに所属していた者たちで結成され、真なる故郷に戻ることを目的として組織された。
協力者
フォルサリアの魔法使いが日本で活動する時に、手助けをする日本人のこと。十年前は佳苗が、一年前はゆりかがナナの協力者だった。
断罪者
フォルサリアの伝説に語られる過ちを正した青い鎧の騎士。2000年前の青騎士レイオス（孝太郎）のことである。

### 地底関連
大地の民
1000年ほど前に鉱山の採掘作業が始まったために地上を追われ、地底人として独自の文明を築いて来た。地上より優れた科学技術を持つが、フォルトーゼには及ばない。しかし、フォルトーゼでは失われた霊子技術を持つ。大地の民の神話では、元々別の場所からやってきた漂流者。故郷を追われ、古代の日本に流れ着いた。グレバナスたちと別れたマクスファーンたちがうみだした一族。
祭壇
父祖の霊を祭る祭壇。キリハがころな荘106号室を専有し、建設しようとしている。祭壇建設後は霊子エネルギーを効率よく集めることが出来るようになり、霊子兵器を大量生産する予定だった。
霊子兵器
カラマ・コラマなど、霊子をエネルギーとして起動する兵器。
穏健派
キリハやダイハが所属する派閥で大地の民の主流派。融和的な侵略活動を行っている。地上人に知られぬように居を移し、いずれ地上人と同化して消えるのを目的としている。
急進派
タユマが所属する派閥。穏健派に反発し、武力による侵略活動を主張している。霊子兵器を始めとする優れた技術力を持って地上を武力侵攻することを目的としており、結果的に敗北しても本望だと考えている。
解体派
積極的に大地の民を解体することを主張する派閥。穏健派、急進派の両派から反対され孤立、自分達だけで地上に移住することを決定した。そして第二次世界大戦の影響で混乱する地上に紛れ込み、地上人としての生活を始める。
アースドラゴン
急進派が開発した地震兵器。真耶の提供した魔法技術と、エゥレクシスの提供したフォルトーゼ科学技術により完成した。地脈の要を刺激することにより、震度7以上の大規模な地震を広範囲に引き起こすことが出来る。
オオヒメ
① 大地の民の神話に出てくる創世の女神。
② カラマとコラマの重戦闘モジュール。起動に必要な霊力が確保できず未完成だった。キリハの提案で、早苗が霊力を注ぎこむことでその問題を解決した。
失われた七つの部族
大地の民の神話に出てくる伝説の部族。漂流しているうちに逸れた、不思議な技を持つ部族たち。マクスファーンと別れたグレバナスと魔法使いたちのこと。
マグス＝ファン
大地の民の祖先の指導者。マクスファーンと同一人物。武力を持って世界に覇を唱えたため、現在では大地の民の間で語ることを禁じられている。

### フォルトーゼ関連
神聖フォルトーゼ銀河皇国
太陽系から1000万光年離れた星系にある国。1000年前に宇宙に進出し、その勢力を拡大している。科学技術が発達しているが、霊子や魔法関連の技術は失われている。
フォルトーゼ皇家
ファルトーゼの皇族たちの生家。複数存在するが、作品に登場しているのはマスティル家とシュワイガ家のみ。
フォルトーゼ皇族
フォルトーゼ皇家に生まれた者たち。生まれた時に記念として宝剣が作成される。文武両道が推奨され、16歳になる前に高等大学院で1つ研究を済ませるのが古くからの習わしである。16歳になると試練を課せられ、それを達成したものから皇位継承権を得る。
宝剣
フォルトーゼ皇族が生まれた時に、記念として作成される。名前はその皇族の異名から付けられ、柄にはその皇族の紋章が刻まれている。作中に登場したのはティアのサグラティンとアライアのシグナルティンのみだが、クランも同様の宝剣を持っている。
マスティル
ティアの生家。アライアやシャルルの生家でも有る。2000年以上続くフォルトーゼ最古の家系。シュワイガ家とは仲が悪い。
シュワイガ
クランの生家。青騎士伝説の後に分裂してできた家系。科学技術が発達している。マスティル家とは仲が悪い。
パルドムシーハ
ルースの生家。2000年以上続く騎士の家系で、その忠誠心は極めて高い。マスティル家との結び付きが強い。クーデターが発生した時は、ティアやエルファリアを逃がすため奮闘した。
ウェンラインカー
パルドムシーハ家と同様に、2000年以上続く騎士の家系で、その忠誠心は極めて高い。クーデターが発生した時は、ティアやエルファリアを逃がすため奮闘した。
メルケムハウン
長く続く正騎士の家系。シュワイガ家との結び付きが強い。クーデター軍に参加している。
ボランナム
エゥレクシスの生家。科学・工業関係に強い総合企業ドラゴンナイトインダストリーを運営している。
サトミ騎士団
所有領土六畳の騎士団。騎士団長は孝太郎、副団長はルース、会計が真希。入団予定の晴海は秘書、早苗は家事手伝いを希望しており、過半数が非戦闘員の騎士団になっている。
文系の騎士団になることを恐れたティアによって、格闘家に 静香、軍師にキリハを徴用することで、晴海と早苗の入団が許可された。
青騎士
① フォルトーゼの伝説の騎士。詳細は青騎士伝説についてを参照。
② ティアの専用艦。皇族の船だけあって基本的な性能は高いが、人型をしているため、他の皇族専用艦には一歩劣る。
シグナルティン
青騎士伝説で語られる伝説の魔法の剣。フォルトーゼ皇家の至宝。持つ者に不老不死の力すら与えると言われている。その力を危惧したフォルトーゼ皇家の手により封印されており、解除できるのはフォルトーゼ皇族のみである。
サグラティン
ティアが生まれた時に打たれた宝剣。黄金の剣と言う意味。クランを撃退した際に、孝太郎に下賜された。長く孝太郎が使用していたため、霊力の通りが良くなっている。
ナルファラウレーン
壊れたシグナルティンとサグラティンが合体して生まれた青騎士の新たなる伝説の剣。フォルトーゼの古代語で、夜明け前の空に架かる虹という意味。
神聖フォルトーゼ銀河皇国青騎士再帰還交渉に関する特別立法
めまぐるしい活躍をして何も言わずに立ち去った青騎士に対して、ティアやクランが青騎士の故郷へ赴きフォルトーゼへ連れ帰るために定められた法律。

## 既刊一覧

### 小説
| 巻数 | タイトル                                       | 初版発行日（発売日）           | ISBN              |
| ---- | ---------------------------------------------- | ------------------------------ | ----------------- |
| 1    | 六畳間の侵略者!?                               | 2009年3月1日（同日）           | 978-4-89425-833-4 |
| 2    | 六畳間の侵略者!? 2                             | 2009年7月1日（同日）           | 978-4-89425-900-3 |
| 3    | 六畳間の侵略者!? 3                             | 2009年11月1日（同日）          | 978-4-89425-956-0 |
| 4    | 六畳間の侵略者!? 4                             | 2010年3月1日（同日）           | 978-4-7986-0007-9 |
| 5    | 六畳間の侵略者!? 5                             | 2010年6月1日（同日）           | 978-4-7986-0067-3 |
| 6    | 六畳間の侵略者!? 6                             | 2010年10月1日（同日）          | 978-4-7986-0123-6 |
| 7    | 六畳間の侵略者!? 7                             | 2011年1月14日（同日）          | 978-4-7986-0181-6 |
| 7.5  | 六畳間の侵略者!? 7.5 白銀の姫と青き騎士 第一章 | 2011年5月1日（同日）           | 978-4-7986-0224-0 |
| 8    | 六畳間の侵略者!? 8                             | 2011年8月1日（同日）           | 978-4-7986-0263-9 |
| 8.5  | 六畳間の侵略者!? 8.5 白銀の姫と青き騎士 第二章 | 2011年11月1日（同日）          | 978-4-7986-0307-0 |
| 9    | 六畳間の侵略者!? 9                             | 2012年3月1日（同日）           | 978-4-7986-0355-1 |
| 10   | 六畳間の侵略者!? 10                            | 2012年6月1日（同日）           | 978-4-7986-0411-4 |
| 11   | 六畳間の侵略者!? 11                            | 2012年10月1日（同日）          | 978-4-7986-0474-9 |
| 12   | 六畳間の侵略者!? 12                            | 2013年2月1日（同日）           | 978-4-7986-0537-1 |
| 13   | 六畳間の侵略者!? 13                            | 2013年5月1日（同日）           | 978-4-7986-0598-2 |
| 14   | 六畳間の侵略者!? 14                            | 2013年9月1日（8月31日）        | 978-4-7986-0665-1 |
| 15   | 六畳間の侵略者!? 15                            | 2014年3月1日（同日）           | 978-4-7986-0764-1 |
| 16   | 六畳間の侵略者!? 16                            | 2014年7月1日（同日）           | 978-4-7986-0836-5 |
| 17   | 六畳間の侵略者!? 17【通常版】                  | 2014年10月1日（同日）          | 978-4-7986-0893-8 |
| 17   | 六畳間の侵略者!? 17【ドラマCD付特装版】        | 2014年10月1日（同日）          | 978-4-7986-0898-3 |
| 18   | 六畳間の侵略者!? 18【通常版】                  | 2015年2月1日（1月31日）        | 978-4-7986-0955-3 |
| 18   | 六畳間の侵略者!? 18【ドラマCD付特装版】        | 2015年2月1日（1月31日）        | 978-4-7986-0924-9 |
| 19   | 六畳間の侵略者!? 19                            | 2015年6月1日（同日）           | 978-4-7986-1026-9 |
| 20   | 六畳間の侵略者!? 20【通常版】                  | 2015年9月1日（同日）           | 978-4-7986-1071-9 |
| 20   | 六畳間の侵略者!? 20【ドラマCD付特装版】        | 2015年9月1日（同日）           | 978-4-7986-1059-7 |
| 21   | 六畳間の侵略者!? 21【通常版】                  | 2016年1月1日（2015年12月29日） | 978-4-7986-1151-8 |
| 21   | 六畳間の侵略者!? 21【ドラマCD付特装版】        | 2016年1月1日（2015年12月29日） | 978-4-7986-1059-7 |
| 22   | 六畳間の侵略者!? 22                            | 2016年5月1日（4月30日）        | 978-4-7986-1223-2 |
| 23   | 六畳間の侵略者!? 23                            | 2016年8月1日（同日）           | 978-4-7986-1268-3 |
| 24   | 六畳間の侵略者!? 24                            | 2016年11月1日（同日）          | 978-4-7986-1324-6 |
| 25   | 六畳間の侵略者!? 25                            | 2017年3月1日（同日）           | 978-4-7986-1394-9 |
| 26   | 六畳間の侵略者!? 26                            | 2017年7月1日（同日）           | 978-4-7986-1477-9 |
| 27   | 六畳間の侵略者!? 27                            | 2017年11月1日（同日）          | 978-4-7986-1563-9 |
| 28   | 六畳間の侵略者!? 28                            | 2018年3月1日（同日）           | 978-4-7986-1640-7 |
| 29   | 六畳間の侵略者!? 29                            | 2018年7月1日（6月30日）        | 978-4-7986-1724-4 |
| 30   | 六畳間の侵略者!? 30                            | 2018年11月1日（同日）          | 978-4-7986-1801-2 |
| 31   | 六畳間の侵略者!? 31【通常版】                  | 2019年3月1日（同日）           | 978-4-7986-1882-1 |
| 31   | 六畳間の侵略者!? 31【ドラマCD付き特装版】      | 2019年3月1日（同日）           | 978-4-7986-1871-5 |
| 32   | 六畳間の侵略者!? 32                            | 2019年7月1日（同日）           | 978-4-7986-1957-6 |
| 33   | 六畳間の侵略者!? 33【通常版】                  | 2019年11月1日（同日）          | 978-4-7986-2042-8 |
| 33   | 六畳間の侵略者!? 33【ドラマCD付き特装版】      | 2019年11月1日（同日）          | 978-4-7986-2039-8 |
| 34   | 六畳間の侵略者!? 34                            | 2020年3月1日（2月29日）        | 978-4-7986-2140-1 |
| 35   | 六畳間の侵略者!? 35                            | 2020年7月1日（同日）           | 978-4-7986-2246-0 |
| 36   | 六畳間の侵略者!? 36                            | 2020年11月1日（10月31日）      | 978-4-7986-2345-0 |
| 37   | 六畳間の侵略者!? 37                            | 2021年3月1日（同日）           | 978-4-7986-2435-8 |
| 38   | 六畳間の侵略者!? 38                            | 2021年7月1日（同日）           | 978-4-7986-2533-1 |
| 39   | 六畳間の侵略者!? 39                            | 2021年11月1日（同日）          | 978-4-7986-2640-6 |
| 40   | 六畳間の侵略者!? 40                            | 2022年4月1日（同日）           | 978-4-7986-2754-0 |
| 41   | 六畳間の侵略者!? 41                            | 2022年10月1日（9月30日）       | 978-4-7986-2967-4 |
| 42   | 六畳間の侵略者!? 42                            | 2023年3月1日（同日）           | 978-4-7986-3098-4 |
| 43   | 六畳間の侵略者!? 43                            | （2023年6月30日）              | 978-4-7986-3219-3 |
| 44   | 六畳間の侵略者!? 44                            | （2023年11月1日）              | 978-4-7986-3337-4 |
| 45   | 六畳間の侵略者!? 45                            | （2024年3月1日）               | 978-4-7986-3460-9 |
| 46   | 六畳間の侵略者!? 46                            | （2024年7月1日）               | 978-4-7986-3586-6 |
| 47   | 六畳間の侵略者!? 47                            | （2024年11月1日）              | 978-4-7986-3671-9 |

### 漫画
| 巻数 | タイトル           | 発売日        | ISBN              |
| ---- | ------------------ | ------------- | ----------------- |
| 1    | 六畳間の侵略者!? 1 | 2014年7月26日 | 978-4-7986-0830-3 |
| 2    | 六畳間の侵略者!? 2 | 2015年2月27日 | 978-4-7986-0962-1 |
| 3    | 六畳間の侵略者!? 3 | 2015年9月26日 | 978-4-7986-1078-8 |
| 4    | 六畳間の侵略者!? 4 | 2016年5月27日 | 978-4-7986-1231-7 |
| 5    | 六畳間の侵略者!? 5 | 2017年4月27日 | 978-4-7986-1441-0 |

## WEB小説
『読める!HJ文庫』の連載小説として『六畳間の侵略者!?へらくれす！』が連載。2019年6月を最後に連載は終了した。

## プロモーションムービー
- 監督 - ワタナベシンイチ
- キャラクターデザイン・作画監督 - 山吉一幸
- アニメーション制作 - シルバーリンク

キャストは非公表。

## テレビアニメ
2014年2月に開催されたイベント「AnimeJapan2014」にてテレビアニメ化が発表され、2014年7月から9月まで放送された。

### スタッフ
- 原作・シリーズ監修 - 健速[4]
- 原作イラスト・キャラクター原案 - ポコ[4]
- 監督 - 大沼心[4]
- シリーズディレクター - 玉村仁[4]
- シリーズ構成 - ヤスカワショウゴ[4]
- キャラクターデザイン・総作画監督 - 古川英樹[4]
- 美術監督 - 森尾麻紀[71]
- 色彩設計 - 小島真喜子[71]
- 撮影監督 - 佐藤敦[71]
- CG監督 - 濱村敏郎[71]
- 編集 - 坪根健太郎[71]
- 音響監督 - 本山哲[71]
- 音楽 - 中西亮輔[4]
- 音楽プロデューサー - 山田公平[71]
- 音楽制作 - ZERO-A[4]、アップライツ[4]
- プロデューサー - 横田正明[71]、工藤智美[71]、金子逸人[71]
- プロデュース - ジェンコ[71]
- 制作プロデューサー - 中川二郎[71]
- アニメーション制作 - SILVER LINK.[4]
- 製作 - ころな荘管理組合[4]

### 主題歌
オープニングテーマ「好感Win-Win無条件」（第2話 - 第11話）
作詞 - 中村彼方 / 作曲 - 森慎太郎 / 編曲 - EFFY / 歌 - ハート♡インベーダー（大森日雅、鈴木絵理、田澤茉純、長縄まりあ）
第1話、第12話ではエンディングテーマとして使用。
エンディングテーマ「恋はみるくてぃ」（第2話 - 第6話、第8話 - 第11話）
作詞 - 中村彼方 / 作曲 - 福廣秀一朗 / 編曲 - 佐藤清喜 / 歌 - petit milady

### 各話リスト
| 話数 | サブタイトル         | 脚本                      | 絵コンテ | 演出                  | 作画監督                                                                                |
| ---- | -------------------- | ------------------------- | -------- | --------------------- | --------------------------------------------------------------------------------------- |
| #01  | 侵略開始!?           | ヤスカワショウゴ          | 大沼心   | 玉村仁                | 本田辰雄、丸山修二、服部憲知 長谷川亨雄、高原修司                                       |
| #02  | さらなる侵略!?       | ヤスカワショウゴ          | 二瓶勇一 | 小林浩輔 玉村仁（SD） | 北原章雄、丸山修司 SEO SOON YOUNG                                                       |
| #03  | 約束と友情           | ヤスカワショウゴ          | 澤井幸次 | 矢花馨 玉村仁（SD）   | 飯泉俊臣、水野隆宏、佐藤綾子 小川浩司、吉田肇                                           |
| #04  | 陰謀の海水浴!?       | 伊神貴世                  | 徳本善信 | 徳本善信              | 齊藤佳子                                                                                |
| #05  | 大切なお守り         | 伊神貴世                  | 大下丈人 | 福多潤                | 井本由紀、萩原正人                                                                      |
| #06  | 文化祭とカブトムシ!? | 白根秀樹                  | 澤井幸次 | 澤井幸次 玉村仁（SD） | 竹森由加、飯泉俊臣、服部憲知 水野隆宏、福地和浩、齋藤雅和 本田辰雄                      |
| #07  | わらわの騎士         | 白根秀樹                  | 佐藤光敏 | 佐藤光敏              | SEO SOON YOUNG、北原章雄 櫻井司、本田辰雄、藤原未来男 服部憲二、美馬健二、高原修司      |
| #08  | 悪の魔法少女登場!?   | 白根秀樹                  | 林直孝   | 矢花馨                | 飯泉俊臣、水野隆宏                                                                      |
| #09  | 陽だまりと虹         | 白根秀樹                  | 徳本善信 | 徳本善信              | 齊藤佳子、大平剛生(アクション)                                                          |
| #10  | 地底帝国VS太陽部隊!? | ヤスカワショウゴ          | 二瓶勇一 | 福多潤                | 井本由紀、服部憲知、佐野隆雄                                                            |
| #11  | いつかあの人と…      | ヤスカワショウゴ 伊神貴世 | 澤井幸次 | 小林浩輔              | 飯泉俊臣、藤原未来男、本田辰雄 大平剛生（アクション）                                   |
| #12  | 侵略順調!?           | ヤスカワショウゴ          | 澤井幸次 | 澤井幸次              | Park Hyeran、氏家里恵、向川原憲 櫻井司、大平剛生、北原章雄 丸山修司、服部憲知、古川英樹 |

### 放送局
| 放送地域 | 放送局     | 放送期間                | 放送日時                     | 放送系列 | 備考             |
| -------- | ---------- | ----------------------- | ---------------------------- | -------- | ---------------- |
| 東京都   | TOKYO MX   | 2014年7月12日 - 9月27日 | 土曜 1:05 - 1:35（金曜深夜） | 独立局   |                  |
| 兵庫県   | サンテレビ | 2014年7月15日 - 9月30日 | 火曜 0:30 - 1:00（月曜深夜） | 独立局   |                  |
| 日本全域 | AT-X       | 2014年7月15日 - 9月30日 | 火曜 23:00 - 23:30           | CS放送   | リピート放送あり |
| 日本全域 | BS11       | 2014年7月16日 - 10月1日 | 水曜 3:00 - 3:30（火曜深夜） | BS放送   | 『ANIME+』枠     |

| 放送地域 | 放送局             | 放送期間                | 放送日時                   | 放送系列   | 備考                             |
| -------- | ------------------ | ----------------------- | -------------------------- | ---------- | -------------------------------- |
| 日本全域 | ニコニコ生放送     | 2014年7月15日 - 9月30日 | 火曜 22:30 - 23:00         | ネット配信 |                                  |
| 日本全域 | ニコニコチャンネル | 2014年7月15日 - 9月30日 | 火曜 23:00 更新            | ネット配信 |                                  |
| 日本全域 | バンダイチャンネル | 2014年7月22日 - 10月7日 | 火曜 12:00 更新            | ネット配信 | 見放題サービス利用者は全話見放題 |
| 日本全域 | dアニメストア      | 2014年7月22日 - 10月7日 | 火曜 12:00 更新            | ネット配信 | 見放題サービス利用者は全話見放題 |
| 日本全域 | 楽天ショウタイム   | 2014年7月22日 - 10月7日 | 火曜 12:00 更新            | ネット配信 |                                  |
| 日本全域 | GYAO!              | 2014年7月23日 - 10月8日 | 水曜 0:00 更新（火曜深夜） | ネット配信 |                                  |

### BD / DVD
| 巻 | 発売日         | 収録話          | 規格品番   | 規格品番   |
| 巻 | 発売日         | 収録話          | BD初回版   | DVD初回版  |
| -- | -------------- | --------------- | ---------- | ---------- |
| 1  | 2014年9月24日  | 第1話 - 第2話   | POXS-29901 | POBD-69511 |
| 2  | 2014年11月5日  | 第3話 - 第4話   | POXS-29902 | POBD-69512 |
| 3  | 2014年11月26日 | 第5話 - 第6話   | POXS-29903 | POBD-69513 |
| 4  | 2014年12月24日 | 第7話 - 第8話   | POXS-29904 | POBD-69514 |
| 5  | 2015年1月28日  | 第9話 - 第10話  | POXS-29905 | POBD-69515 |
| 6  | 2015年2月25日  | 第11話 - 第12話 | POXS-29906 | POBD-69516 |

### インターネットテレビ
テレビアニメ放送開始に先駆け、2014年4月30日から2014年9月24日まで、ニコニコ生放送にて『アニメ『六畳間の侵略者!?』ニコ生 超密着型番組!?ぎゅぎゅぎゅ放送！』が毎週水曜日に配信された。
出演は鈴木絵理、大森日雅、田澤茉純、長縄まりあ。司会はZERO-Aの工藤。
- 大みそかだよ！ぎゅぎゅぎゅ放送！（ニコニコ生放送：2014年12月31日）
- お正月だよ！メゾン・ド・イーコエ 〜もしも声優がいっぱい住んでいるマンションで新年会があったら2015〜（ニコニコ生放送：2015年1月4日）